# Musée d'Art Grigoriev de Kozmodemiansk
Le musée d'art Grigoriev se trouve à Kozmodemiansk, ville de la république des Maris, en Russie, et centre administratif du raïon de Gornomariyski. Il contient de nombreux tableaux de maîtres maris et russes.

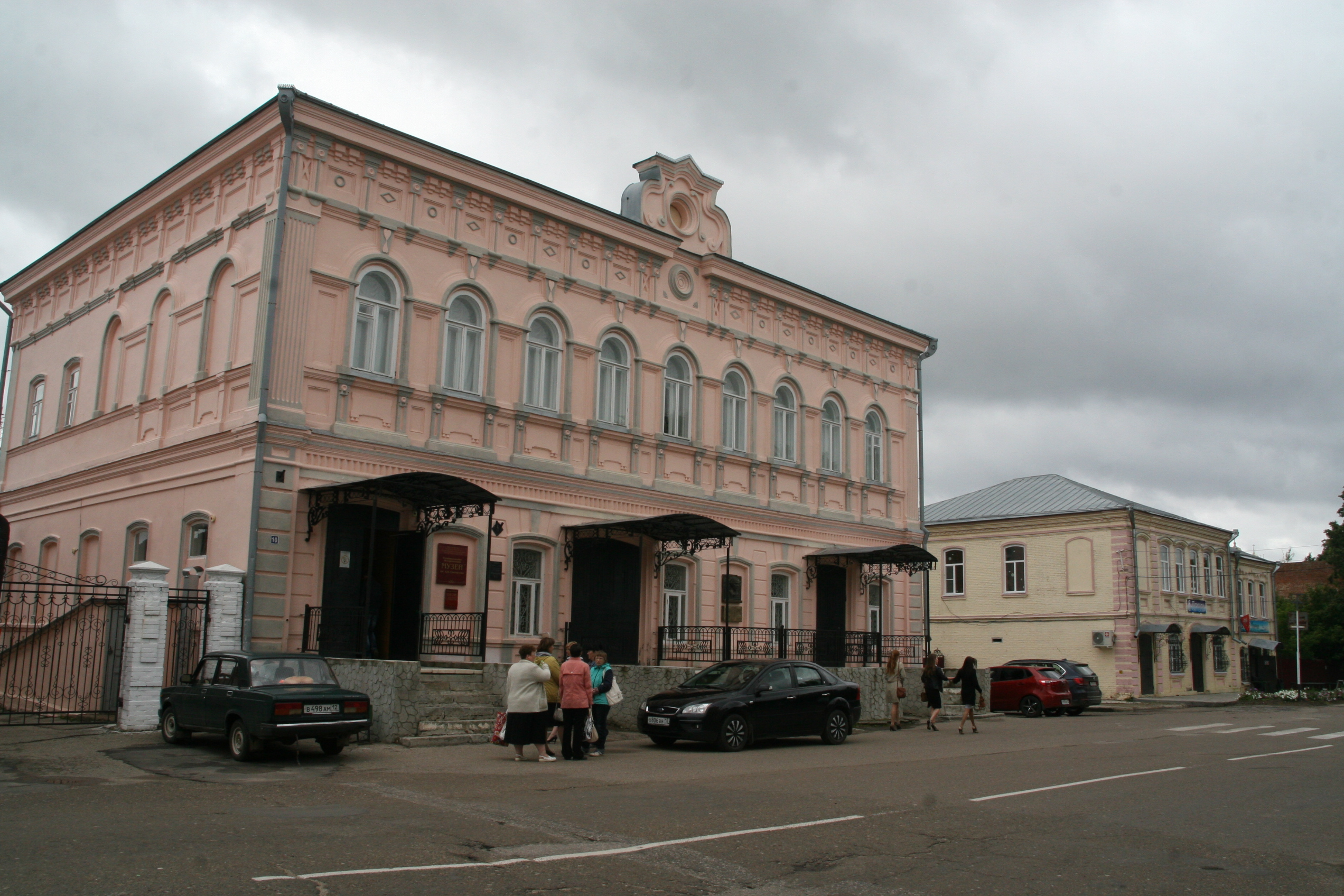
Musée d'art Grigoriev de Kozmodemiansk.

## L'histoire du musée
Le musée est fondé en 1919, et dès 1920 il porte le nom du peintre fondateur du musée, Alexandre Vladimirovitch Grigoriev (ru) (1891-1961), originaire de la république des Maris.
Le musée a d'abord été installé dans l'ancienne maison du marchand Tortsouev, mais en 1930 il a déménagé dans la cathédrale Notre-Dame de Smolensk de la ville. sa présence a protégé le bâtiment de la destruction. La cathédrale était spécialement aménagée pour accueillir le musée. Plus tard en 1997 le musée a déménagé dans l'ancien hôtel particulier du marchand A.M. Ponomarev, spécialement restauré pour l'accueillir. Cette maison avait été construite en 1883 et on estime qu’elle est la plus belle maison de la ville pour son architecture et son aménagement. 

## La peinture dans le musée
La peinture dans la collection d'art du musée présente non seulement les étapes principales du développement de l'art, mais aussi une riche variété de sa palette de genre.
Le style académique est représenté dans le musée principalement par le genre du portrait (« L'Italienne près de la source » du peintre du genre obscur de l’école de K.P. Brioullov, « Saint Jérôme » de G.I. Belov, etc).
L'art des Ambulants de la seconde moitié du XIXe siècle est présenté dans la collection du musée d'une manière variée. Ce sont les œuvres de maîtres connus, comme : « Le garçon pauvre avec un panier » d’I. I. Tvorojnikov, « Le Lever du soleil dans la montagne » de S.I. Svetoslavski, « L'étang » de L.L. Kamenev, « Le Troupeau près du ruisseau » d'A.A. Kisselev, « Le Portrait de garçon » de N.E. Rachkov, « Les enfants de paysans » d'A.I. Korzoukhine et d'autres peintres, travaillant au genre de portrait et de paysage. 
Le sujet maritime au musée est reflété par des œuvres, comme « La Nuit de clair de lune sur la mer Noire » d'I.K. Aïvazovski, « Le Calme plat », « La Côte de la mer » de R.G.Soudkovski, « Le Golfe Maritime » d'E.E.Schröder.
Les peintres remarquables du nouveau siècle, tels qu'A.S.Stepanov, K.A.Korovine, A.M.Vasnetsov, S.J.Joukovski, P.I.Petrovitchev, L.V.Tourjanski, K.F.Jouon, A.E.Arkhipov, qui continuaient à développer les traditions de la peinture russe, sont également représentés au musée.

## La collection du musée
Aujourd’hui dans la collection d'art du musée il y a plus de 1 200 tableaux, plus de 1 750 dessins, une petite collection de sculpture, de la porcelaine et des objets d’arts appliqués. Dans la collection du musée, l'art de la république des Maris est largement présent, des travaux des premiers peintres de maris et jusqu’aux maîtres maris modernes.
Une place spéciale dans la collection du musée est occupée par les toiles de G.A.Medvedev, P.A.Radimov, V.K.Timofeïev. Ils sont considérés comme les initiateurs de l'art plastique dans la république des Maris. 
Ce sont les tableaux de N.I.Fechine qui occupent une place significative dans la collection principale du musée. Ses œuvres sont mises au musée dans les années vingt grâce aux efforts de A.V.Grigorev. En 1923 lors du départ de Fechine aux États-Unis, A.V.Grigorev a pu lui acheter quelques travaux, en outre Fechine lui a offert les esquisses du « Mariage Tcheremisski ». Ainsi, dans la collection, il y a onze travaux d'un des improvisateurs les plus marquants de la peinture. La collection des œuvres de Fechine du musée est un cadeau du destin, aussi bien que l'existence même du musée avec sa galerie de peinture qui est magnifique pour cette petite ville.

## Sources
- (ru) « Le musée d'art Grigoriev de Kozmodemiansk » d'E. Karpeïeva, T. Kireïeva, sous la direction générale d'A. Krassavina, maison d'édition – « Belyï gorod », 2004 (en russe)
- (ru) http://www.mari-el.ru/kozm_museum/index.html
- (ru) http://www.museum.ru/M1267